# Focul (roman de Cast)
Focul este al șaptelea roman din seria Casa Nopții al autoarei P.C. Cast și al fiicei sale, Kristin Cast. Cartea a fost tradusă și publicată de editura Litera.
Zoey și-a părăsit corpul și rămășițele spiritului ei bântuie Lumea de dincolo și Stevie Rae trebuie să lupte să țină laolaltă rămășițele în timp ce încearcă să-i dea de cap legăturii ei cu Rephaim.

## Rezumat

### Insula lui Sgiach
Urmând indiciile din poemele profetice ale Kramishei, Stark, Darius și Afrodita, împreună cu corpul lui Zoey, pleacă spre insula lui Sgiach pentru a căuta o cale de a o aduce pe Zoey înapoi. Aceștia sunt primiți din cauza lui Stark, un descendent al lui Seoras, Gardianul reginei. Împreunǎ regina și Gardianul descifreazǎ poezia Kramishei și ajung la concluzia cǎ Stark trebuie să devină un Șaman, un vampir capabil să pășească în Lumea de dincolo.
Pentru a trece, Stark trebuie sǎ se sacrifice pe altarul Seol ne Gigh. În timpul ritualului acesta este condus de Taurul Negru și se luptă cu sine însuși. Afrodita întrerupe ritualul pentru a-i împărtăși o ultimă viziune, și el înțtelege reușește să învingă și este transformat într-un Gardian.

### Lumea de dincolo
Zoey se reîntâlnește cu Heath în Lumea de dincolo, și nu acceptă să-l părăsească. Treptat începe să uite tot ce știa. Heath se simte neputincios din cauză că n-o poate ajuta. La sfatul Afroditei Stark vorbește mai întâi cu Heath și-i împǎrtǎșește viziunea conform căreia Zoey și-ar putea aduna sufletul și rămâne în Lumea de dincolo, dar Neferet ar învinge în viața reală. Heath alege să plece, spre disperarea lui Zoey.

### Tulsa

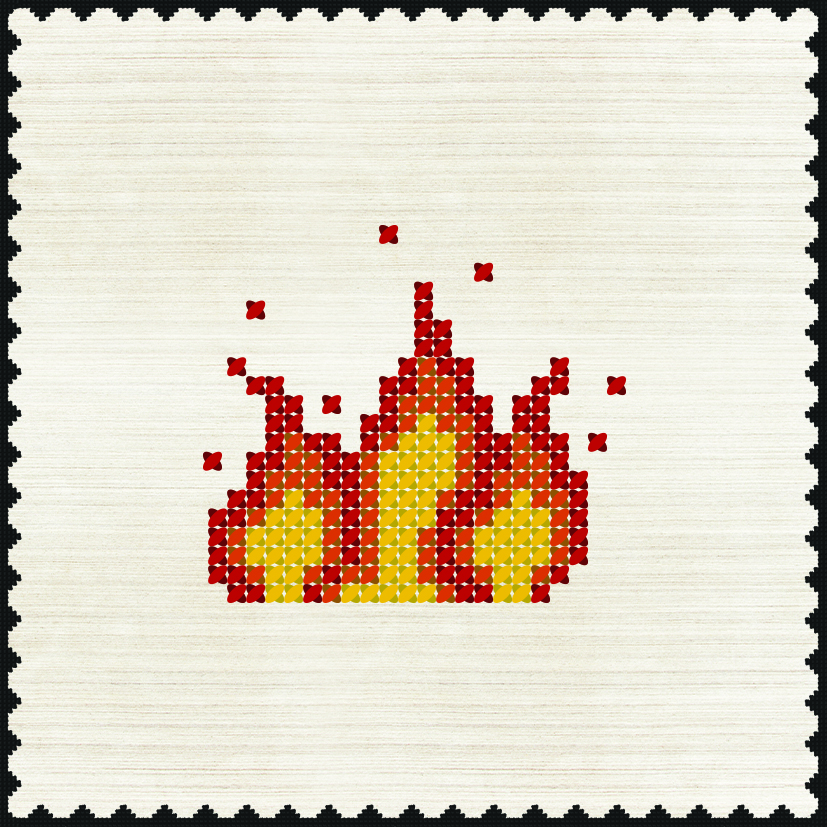
Coperta primei ediţii în românǎ

Stevie Rae se însănătoșește după ce era să ardă de vie pe acoperiș ca să afle că sufletul lui Zoey a fost sfâșiat. Prietenii ei se așteaptă să urmeze în urmele acesteia, dar Stevie Rae îi dă afară și pornește către Rephaim. Legătura și loialitățile lor conflictuale îi complică situația, dar în cele din urmă cei doi fac un pact pentru durata absenței lui Zoey și Kalona.
Stevie Rae urmărește indiciile din poemele Kramishei și invocă Taurul Alb, întruchiparea Întunericului, din greșeală. Rephaim ajunge la timp ca să o salveze, dar este rănit grav. Stevie Rae invocă Taurul Negru ca sǎ-l salveze și în schimb acesta o leagǎ permanent de umanitatea lui Rephaim. Cei doi dispar și Dallas o aduce înapoi la Casa Nopții unde Stevie Rae o sună ca să-i transmită cuvintele Taurului Alb despre Stark.
Ulterior ea și inițiații ei pornesc sǎ recucereascǎ tunelurile de la inițiații renegați. Dallas descoperǎ o nouǎ afinitate pentru electricitate, pe drum, și o folosește pentru a-i localiza, și cinci dintre ei mor în confruntarea care urmeazǎ. Stevie Rae și ceilalți fac curat, după care Dallas îi trimite la Casa Nopții. O sǎrutǎ pe Stevie Rae și încep sǎ facǎ sex când Rephaim dǎ peste ei. Stevie Rae încearcǎ sǎ-i opreascǎ sǎ se ia la bǎtaie, dar furia și paranoia lui Dallas sunt augmentate de Întunericul lǎsat de renegați și atunci când își dă seama că Stevie Rae nu-l va lăsa să-l omoare acesta alege Întunericul și devine adult. Stevie Rae și Rephaim zboară spre Gilcrease.
Cei doi își mărturisesc sentimentele a doua zi, dar revenirea lui Kalona și trezirea lui Zoey îi separă. Rephaim simte loialitate pentru tatǎl sǎu și nu este capabil să-l trădeze, motiv pentru care o pǎrǎsește.

## Personaje
| - Zoey Redbird - Nyx - Stevie Rae - Neferet - Heath Luck - Afrodita - Kalona | - Erin Bates - Shaunee Cole - Damien - Stark - Dallas - Darius - Rephaim |